# Löllingbach

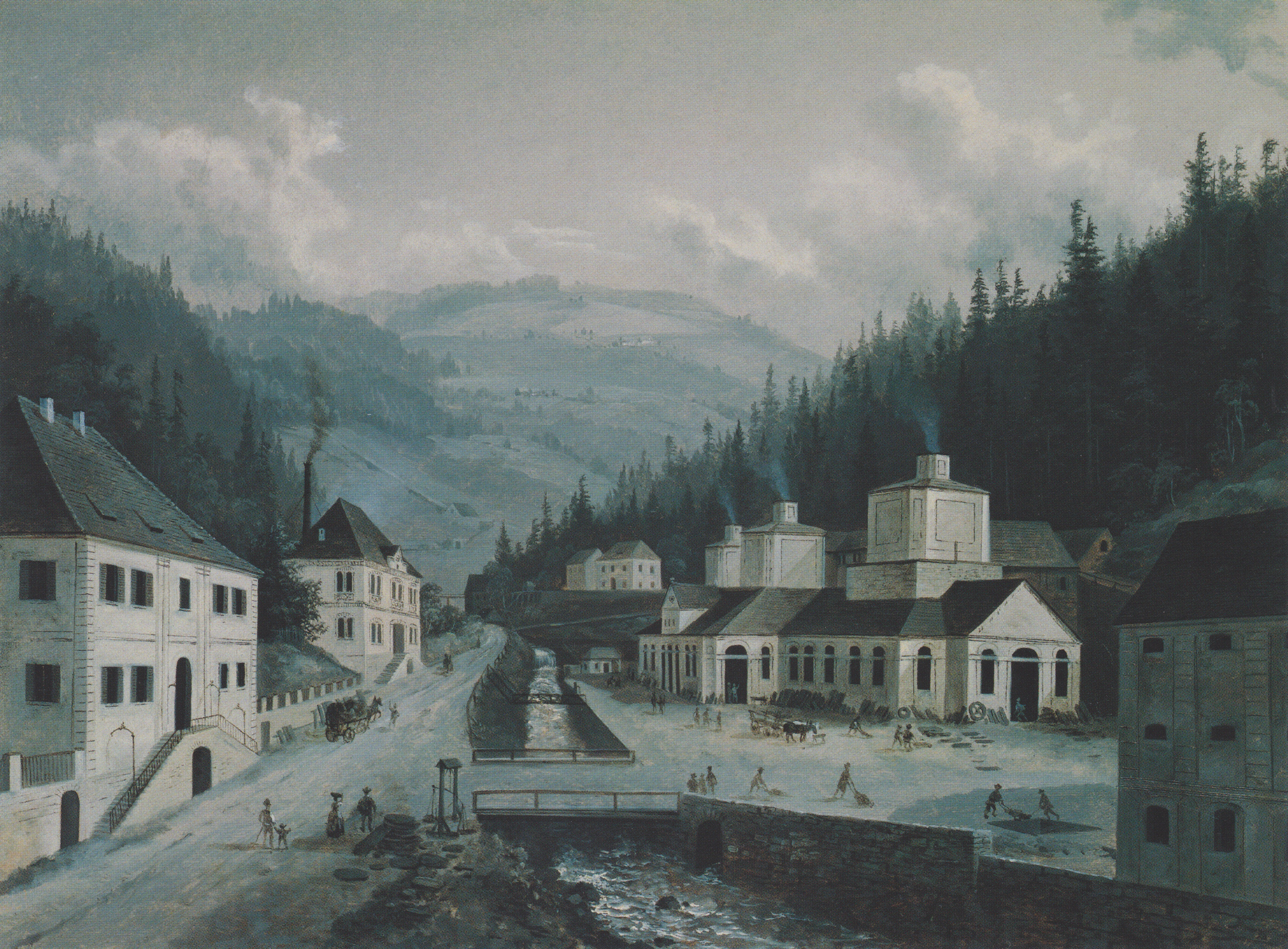
Löllingbach, Mitte des 19. Jahrhunderts, gezeichnet von Markus Pernhart

Der Löllingbach (auch: Löllinger Bach) ist ein Bach in Mittelkärnten. Er entspringt in den Lavanttaler Alpen unweit des Klippitztörls in der Gemeinde Hüttenberg (Bezirk Sankt Veit an der Glan) auf einer Höhe von 1650 m. Abgesehen vom ersten Flusskilometer begleitet die Klippitztörl Straße den Bach. Der Bach berührt die Ortschaften Lölling Sonnseite, Lölling Graben und Lölling Schattseite. Am Ausgang des Löllinger Grabens mündet der Löllingbach bei den Vierlinden, am Südwestrand der Gemeinde Hüttenberg, in die Görtschitz.
Die Wiederbesiedlung des Löllingbachs durch den Fischotter, dem natürliche Feinde fehlen, soll dazu geführt haben, dass der Forellenbestand im Löllingbach von 2011 bis 2016 um 99 % einbrach.